# Pedro van Raamsdonk
Pedro Johannes van Raamsdonk (Amsterdam, 2 oktober 1960) is een voormalige Nederlandse bokser. Hij is de enige niet-Amerikaanse bokser ooit, die heeft meegedaan aan het grootste nationale amateurbokstoernooi ter wereld, de Golden Gloves.

## Prijzen
- In 1979 werd van Raamsdonk voor het eerst senioren kampioen van Nederland. In totaal heeft hij 10 keer dat kampioenschap gewonnen, 7x bij de amateurs en 3x bij de professionals.
- In 1979 en 1980 won hij het Diamond Belt-toernooi.[1]
- Van Raamsdonk won in 1981 de Golden Gloves van Californië.[1]
- Daarna ging hij naar Toledo (Ohio) om daar deel te nemen aan de Nationale Golden Gloves (Tournemant of Champions). Hij werd daar derde en won een bronzen medaille.
- In 1981 won hij als eerste naoorlogse Nederlandse amateurbokser een (zilveren) medaille bij de Europese amateurkampioenschappen in Tampere (Finland).
- In 1982 won hij brons bij de wereldkampioenschappen boksen in München.
- In 1984 deed hij mee aan de Olympische Zomerspelen in Los Angeles. Hij werd daar vijfde.
- In 1987 werd hij Benelux-kampioen bij de beroepsboksers.
- In 1988 werd hij Europees kampioen bij de beroepsboksers.

Vanaf zijn zestiende jaar totdat hij in 1986 professioneel bokser werd, heeft hij eerst in Jong Oranje en daarna in het nationale boksteam gebokst.
Na driehonderd partijen te hebben gebokst, waarvan hij er nog geen 10% van heeft verloren, tien keer Nederlands kampioen te zijn geweest, stopte hij in 1990 met boksen. Sinds 1993 is hij in dienst bij de brandweer Amsterdam.
Naast zijn werk als brandweerman is hij ook gediplomeerd personal trainer, fitnesstrainer en bokstrainer.